# Liste des longs métrages monténégrins proposés à l'Oscar du meilleur film international
Cet article présente la liste des longs métrages monténégrins proposés à l'Oscar du meilleur film international.

## Films proposés par le Monténégro
| Année (cérémonie) | Titre français                         | Titre original                    | Langue(s)    | Réalisateur          | Résultat  |
| ----------------- | -------------------------------------- | --------------------------------- | ------------ | -------------------- | --------- |
| 2013 (86e)        | As pik (pl)                            | As pik - loša sudbina             | serbo-croate | Draško Đurović       | Non nommé |
| 2014 (87e)        | Djecaci iz ulice Marksa i Engelsa (sr) | Dječaci iz Ulice Marksa i Engelsa | serbo-croate | Nikola Vukčević (sh) | Non nommé |
| 2015 (88e)        | Ti mene nosiš                          | Ti mene nosiš                     | croate       | Ivona Juka           | Non nommé |
| 2016 (89e)        | Igla ispod praga (gl)                  | Igla ispod praga (gl)             | serbe        | Ivan Marinovic       | Non nommé |
| 2018 (91e)        | Iskra (en)                             | Iskra (en)                        | serbe        | Gojko Berkuljan      | Non nommé |
| 2019 (92e)        | Između dana i noći (en)                | Između dana i noći (en)           | serbe        | Andro Martinovic     | Non nommé |
| 2020 (93e)        | Grudi (de)                             | Grudi (de)                        | serbo-croate | Marija Perović       | Non nommé |
| 2021 (94e)        | Poslije zime (gl)                      | Poslije zime                      | serbo-croate | Ivan Bakrač          | Non nommé |
| 2022 (95e)        | Elegija lovora (sr)                    | Елегија ловора                    | serbe        | Dušan Kasalica       | Non nommé |